# جيم برامفيلد
جيم برامفيلد (بالإنجليزية: Jim Brumfield)‏ هو لاعب كرة قدم أمريكية أمريكي، ولد في 4 سبتمبر 1947 في أوسيكا في الولايات المتحدة.

## وصلات خارجية
- جيم برامفيلد على موقع مرجع كرة القدم المحترفة.كوم (الإنجليزية)